# Vilalba dels Arcs
Vilalba dels Arcs là một đô thị thuộc tỉnh Tarragona trong cộng đồng tự trị Catalonia, phía bắc Tây Ban Nha. Đô thị này có diện tích là 67,3 ki-lô-mét vuông, dân số năm 2009 là 724 người với mật độ 10,76 người/km². Đô thị này có cự ly km so với Tarragona.